# آنتوان گومبو
آنتوان گومبو (به فرانسوی: Antoine Gombaud, chevalier de Méré) نویسنده قرن هفدهم میلادی اهل فرانسه است.